# Лизи, Вирна
Ви́рна Ли́зи (итал. Virna Lisi; 8 ноября 1936, Анкона, Марке[…] — 18 декабря 2014, Рим[…]) — итальянская актриса, лауреат премии «Сезар» и «Серебряной премии за лучшую женскую роль» Каннского кинофестиваля, трёхкратный лауреат премии «Давид ди Донателло» (1980, 1983, 1996) и ряда других кинематографических наград.

## Биография
Ви́рна Ли́за Пьерали́зи (итал. Virna Lisa Pieralisi) родилась 8 ноября [1936 года в итальянском городе Анкона. Кинокарьеру начала в подростковом возрасте, дебютировав в 1953 году в фильме «Стальной канат». В последующие годы актриса снялась в ряде итальянских музыкальных картин и кинокомедий, среди которых «Неаполь поёт» (1953) и «Гусары» (1955), а в начале 1960-х годов приняла участие в нескольких телепроектах. В 1959 году она исполнила главную роль в пеплуме «Катерина Сфорца, львица Романьи».

В то же время актрису заметили в Голливуде, где в течение десятилетия она снялась в нескольких кинокартинах, включая «Как пришить свою жёнушку» (1964), «Только не с моей женой, не смей!» (1966) и «Нападение на „Королеву“» (1966), где её коллегами по экрану были Джек Леммон, Тони Кёртис и Фрэнк Синатра. В 1965 году весь мир облетела фотография Вирны Лизи из журнала «Esquire», на которой актриса брилась. 

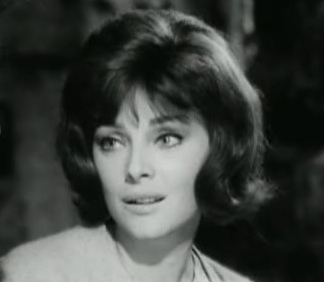
В. Лизи в фильме «Дамы и господа» (1966)

 Успешными проектами в 1960-х годах также стали её роли в фильмах «Ева» (1962), «Веские доказательства» (1963), «Чёрный тюльпан» (1964), «Сегодня, завтра, послезавтра» (1965, премия «Золотой лавр»), «Казанова-70» (англ., 1965), «Дамы и господа» (1966, фильм получил «Гран-при» на Каннском кинофестивале), «25-й час» (фр., 1967), «Арабелла» (ит., 1967), «Девушка, которая не могла сказать „нет“» (1968, премия «Серебряная лента», 1969) и «Тайна Санта-Виттории» (1969).
В последующие годы Вирна Лизи снималась в основном на родине. Успешными проектами в 1970—1980-х годах стали её роли в фильмах «Белый Клык» (1973), «По ту сторону добра и зла» (1978, премии «Серебряная лента» и «Grolla D’Oro»), «Цикада» (1980, Премия «Давид ди Донателло» за лучшую женскую роль), «Аромат моря» (1982, Премия «Давид ди Донателло» за лучшую женскую роль второго плана, 1983, премия «Серебряная лента», 1984).
В 1994 году Лизи стала лауреатом премии «Сезар» и «Серебряной премии за лучшую женскую роль» Каннского кинофестиваля за роль королевы Екатерины Медичи в исторической драме «Королева Марго». Успешными проектами в 1990—2000-х годах также стали её роли в фильмах «Весёлое Рождество… Хороший год» (1989, премия «Серебряная лента», 1990), «Там, куда ведёт сердце» (1996, Премия «Давид ди Донателло» за лучшую женскую роль второго плана, 1996, премия «Серебряная лента», 1997), «Лучший день моей жизни» (2002, премия «Серебряная лента», 2003). В дальнейшем актриса лишь раз появилась на большом экране, снимаясь исключительно в телефильмах и сериалах: «Христофор Колумб» (1985), «Страсти» (1993), «Пустыня в огне» («Огненная пустыня») (1997), «Бальзак» (1999) и др.
23 сентября 2013 года Лизи стала вдовой: её муж Франко Пеши умер вследствие тяжёлой болезни после 53 лет брака (они поженились в 1960 году). В 1962 году родился их единственный сын Коррадо. 
Актриса пережила супруга чуть более чем на год и скончалась 18 декабря 2014 года во сне в возрасте 78 лет в Риме, спустя примерно месяц после диагностирования у неё рака лёгких. Похоронена на римском кладбище Фламинио.

## Избранная фильмография

### Кинематограф
- 1953 — Стальной канат / La Corda d’acciaio (Италия), реж. Карло Боркесио — Стелла
- 1953 — Неаполь поёт / …e Napoli canta! (Италия) — Мария
- 1955 — Гусары / Les hussards (Италия) — Элиза
- 1959 — Катерина Сфорца, львица Романьи / Caterina Sforza, la leonessa di Romagna (Италия) — Катерина Сфорца
- 1961 — Ромул и Рем / Romolo e Remo (Италия, Франция), реж. Серджо Корбуччи — Юлия
- 1962 — Ева / Eva (Франция, Италия), реж. Джозеф Лоузи — Франческа Феррара
- 1962 — Самый короткий день / Il giorno piu corto (Италия), реж. Серджо Корбуччи
- 1963 — Веские доказательства / Les bonnes causes (Франция), реж. Кристиан-Жак — Джина Бьянчи
- 1964 — Чёрный Тюльпан / La Tulipe noire (Франция, Италия, Испания), реж. Кристиан-Жак — Каролина Плантен
- 1965 — Сегодня, завтра, послезавтра / Oggi, domani, dopodomani (Италия, Франция) — Доротея (главная роль в одной из новелл, премия «Золотой лавр», 1965)
- 1965 — Женщина озера / La Donna del lago (Италия)
- 1965 — Казанова-70 / Casanova '70 (Италия, Франция), реж. Марио Моничелли
- 1965 — Как пришить свою жёнушку / How to Murder Your Wife (США) - миссис Форд, жена Стэнли
- 1965 — Куколки / Four Kinds of Love / Le Bambole (Италия, Франция)
- 1966 — Дамы и господа / Signore & signori (Италия, Франция), реж. Пьетро Джерми — Милена
- 1966 — Девственница для принца / Una vergine per il principe (Италия, Франция), реж. Паскуале Феста Кампаниле — Джулия
- 1966 — Только не с моей женой, не смей! / Not with My Wife, You Don’t! (США)
- 1966 — Нападение на «Королеву» / Assault on a Queen (США) — Роза
- 1967 — 25-й час / La vingt-cinquième heure (Франция, Италия, Югославия, Румыния), реж. Анри Вернёй — Сюзанна Мориц
- 1967 — Арабелла / Arabella (Италия), реж. Мауро Болоньини — Арабелла
- 1968 — Девушка, которая не могла сказать «нет» / Tenderly (Италия), реж. Франко Брузати — Иоланда (премия «Серебряная лента», 1969)
- 1969 — Тайна Санта-Виттории / The Secret of Santa Vittoria (США), реж. Стэнли Крамер — Катерина Малатеста
- 1969 — Рождественская ёлка / The Christmas Tree / L’Arbre de Noël (Франция, Италия) — Катрин
- 1970 — Подглядывающий / Giochi particolari (Франция)
- 1971 — Прекрасное чудовище / Un beau monstre (Франция, Италия) — Натали
- 1972 — Пляжи Этрета / Les galets d'Étretat (Франция)
- 1972 — Синяя борода / Bluebeard (Франция)
- 1973 — Белый Клык / Zanna Bianca (Италия, Испания, Франция), реж. Лучо Фульчи — монахиня Евангелина
- 1973 — Змей / Le serpent (Франция)
- 1974 — Возвращение Белого Клыка / Il ritorno di Zanna Bianca (Италия, Франция, Германия), реж. Лучо Фульчи — монахиня Евангелина
- 1977 — По ту сторону добра и зла / Al di là del bene e del male (Италия, Франция, Германия), реж. Лилиана Кавани — Элизабет Ницше, сестра Фридриха Ницше (премия «Серебряная лента», 1978, премия «Grolla D’Oro», 1978)
- 1979 — Эрнесто / Ernesto (Италия)
- 1980 — Цикада / La cicala (Италия), реж. Альберто Латтуада — Вильма (главная роль, Премия «Давид ди Донателло» за лучшую женскую роль, 1980)
- 1982 — Аромат моря / Sapore di mare (Италия), реж. Карло Ванцина — Адриана Балестра (главная роль, Премия «Давид ди Донателло» за лучшую женскую роль второго плана, 1983, премия «Серебряная лента», 1984)
- 1989 — Весёлое Рождество… Хороший год / Buon Natale… Buon anno (Италия, Франция), реж. Луиджи Коменчини — Эльвира (главная роль, премия «Серебряная лента», 1990)
- 1994 — Королева Марго / Queen Margot / La reine Margot (Франция, Италия, Германия), реж. Патрис Шеро — королева Екатерина Медичи (премия «Сезар», 1994, «Серебряная премия за лучшую женскую роль» Каннского кинофестиваля, 1994)
- 1996 — Там, куда ведёт сердце / Va' dove ti porta il cuore (Италия, Франция, Германия), реж. Кристина Коменчини — Ольга (главная роль, Премия «Давид ди Донателло» за лучшую женскую роль второго плана, 1996, «Серебряная лента», 1997)
- 2000 — Возвращение в Бангалор / Return to Bangalore / Un Dono semplice (Италия)
- 2002 — Лучший день моей жизни / Il Più bel giorno della mia vita (Великобритания), реж. Кристина Коменчини — Ирен (главная роль, премия «Серебряная лента», 2003)

### Телевидение
- 1984 — Жизнь продолжается / …e la vita continua — Джулия Беточчи
- 1985 — Христофор Колумб (мини-сериал) / Christopher Columbus (Италия, Франция, Германия, США), реж. Альберто Латтуада — донна Мониц Перестрелло
- 1986 — Дела семьи / Affari di famiglia
- 1988 — И они не хотят уходить / E non se ne vogliono andare! — Анита Джилиани
- 1989 — А если они всё-таки уйдут? / E se poi se ne vanno? — Анита Джилиани
- 1991 — Тайны тёмных джунглей (мини-сериал) / I misteri della giungla near (Германия) — Сара
- 1993 — Страсти (сериал) / Passioni
- 1996 — Один из нас (мини-сериал) / Uno di noi
- 1997 — Пустыня в огне (Огненная пустыня) (мини-сериал) / Deserto di fuoco / Il deserto di fuoco (Италия, Франция, Германия), реж. Энцо Кастеллари — Кристина Дювивье
- 1999 — Бальзак / Balzac (Франция, Италия, Германия), реж. Жозе Дайан — Лаура де Берни
- 1999 — Горный хрусталь / Cristallo di rocca (Италия) — Санна
- 2001 — Время сомнений / Piccolo mondo antico — маркиза Орсола
- 2001—2003 — Салон красоты (сериал) / Il bello delle donne
- 2004 — Мир Анны / A casa di Anna — Анна
- 2005 — Катерина и её дочери (мини-сериал) / Caterina e le sue figlie — Катерина
- 2006 — Честь и уважение (мини-сериал) / L’onore e il rispetto — Эрсилия Фортебраччи
- 2008 — Кровь и роза (сериал) / Il sangue e la rosa — Лукреция Чиарра
- 2011 — Женщина, которая возвращается (мини-сериал) / La donna che ritorna — Паола Силенти
- 2013 — Целую руки (сериал) / Baciamo le mani: Palermo-New York 1958 — донна Аньезе Виталиано

## Награды[5]
20-я церемония вручения наград премии «Сезар» (Франция)
- 1995 — в категории «Лучшая актриса второго плана» («Королева Марго» (1994))

Каннский кинофестиваль 1994 (Франция)
- 1994 — «Серебряная премия за лучшую женскую роль» («Королева Марго»)

Премия «Давид ди Донателло» (Италия)
Премия «Давид ди Донателло» за лучшую женскую роль (1):
- Давид ди Донателло 1980 — за роль в фильме «Цикада» (1980)

Премия «Давид ди Донателло» за лучшую женскую роль второго плана (2):
- Давид ди Донателло 1983 — за роль в фильме «Аромат моря» (1982)
- Давид ди Донателло 1996 — за роль в фильме «Там, куда ведёт сердце» (1996)

68-й Венецианский кинофестиваль (Италия)
- 2011 — Приз имени Пьетро Бьянчи

Другие:
- 1965 — премия «Золотой лавр» (Италия)
- 1969, 1978, 1984, 1990, 1995, 2003 — премия «Серебряная лента» (Италия)
- 1978 — премия «Grolla D’Oro» (Италия)
- 1995 — премия за карьеру на МКФ Флаино (Италия)

### Государственные награды Италии
- Великий офицер ордена «За заслуги перед Итальянской республикой» (1 апреля 2003)[9]
- Командор ордена «За заслуги перед Итальянской республикой» (2 июня 1995)[10]